# 마츠모토 카츠지

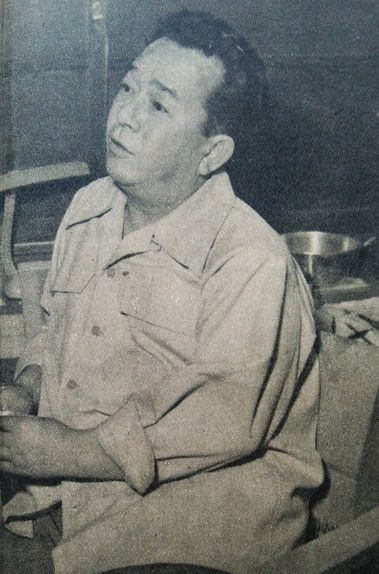

마츠모토 가츠지 (松本かつぢ, 1904년 ~ 1986년) 은 일본의 삽화가이자 소녀 만화가이다. 마츠모토의 16쪽 만화인 《?의 클로버》가 일본 만화의 선구자 격인 작품으로 알려져 있으며 대표작으로 1938년부터 1940년, 그리고 1949년부터 1954년까지 연재되었던 《쿠루쿠루 미쿠루쨩》이 있다.